# بريتو كاساغراندي
بريتو كاساغراندي (بالبرتغالية: Preto Casagrande‏) هو لاعب كرة قدم برازيلي في مركز الوسط، ولد في 7 مايو 1975 في كاسكافل في البرازيل. لعب مع نادي باهيا ونادي سانتوس ونادي فاسكو دا غاما ونادي فلومينينسي ونادي فورتاليزا.

## وصلات خارجية
- بريتو كاساغراندي على موقع قاعدة بيانات كرة القدم.إي يو (الإنجليزية)
- بريتو كاساغراندي على موقع Soccerway.com (الإنجليزية)
- بريتو كاساغراندي على موقع عالم كرة القدم.نت (الإنجليزية)